# The Lonely Lady
The Lonely Lady is een Amerikaanse film uit 1983 met in de hoofdrol Pia Zadora. De film is gebaseerd op het gelijknamige boek van Harold Robbins.

## Plot
Jerilee Randall is een jonge vrouw met de droom om een succesvol scenarioschrijver te worden in Hollywood.

## Ontvangst
De film ontving erg slechte recensies. De film won zes Razzies onder andere voor slechtste film, slechtste regie, slechtste actrice en slechtste scenario.

## Rolverdeling
| Acteur          | Personage         |
| --------------- | ----------------- |
| Pia Zadora      | Jerilee Randall   |
| Lloyd Bochner   | Walter Thornton   |
| Bibi Besch      | Veronica Randall  |
| Joseph Cali     | Vincent Dacosta   |
| Anthony Holland | Guy Jackson       |
| Jared Martin    | George Ballantine |
| Ray Liotta      | Joe Heron         |